# Соляр Володимир Миронович
Володи́мир Миро́нович Со́ляр (нар. 6 лютого 1981) — український військовик і політик, сотник 18-ї сотні Самооборони Майдану, заступник командира батальйону «Айдар» («Стріла»). Народний депутат України 8-го скликання, член партії «Народний фронт».

## Життєпис
Освіта вища, на момент виборів — тимчасово не працював, член Політичної партії «Народний фронт», проживає в смт Козова Тернопільської області, судимість відсутня, включений до виборчого списку під № 55.
Голова підкомітету з питань кримінального законодавства Комітету Верховної Ради з питань законодавчого забезпечення правоохоронної діяльності.
Навчався у Київському національному університеті внутрішніх справ. Був у Югославії та Іраку.

## Відзнаки та нагороди
- Орден «За мужність» III ступіня (2017)[2].
- Відзнака Президента України — ювілейна медаль «25 років незалежності України» (2016)[3].

## Світлини

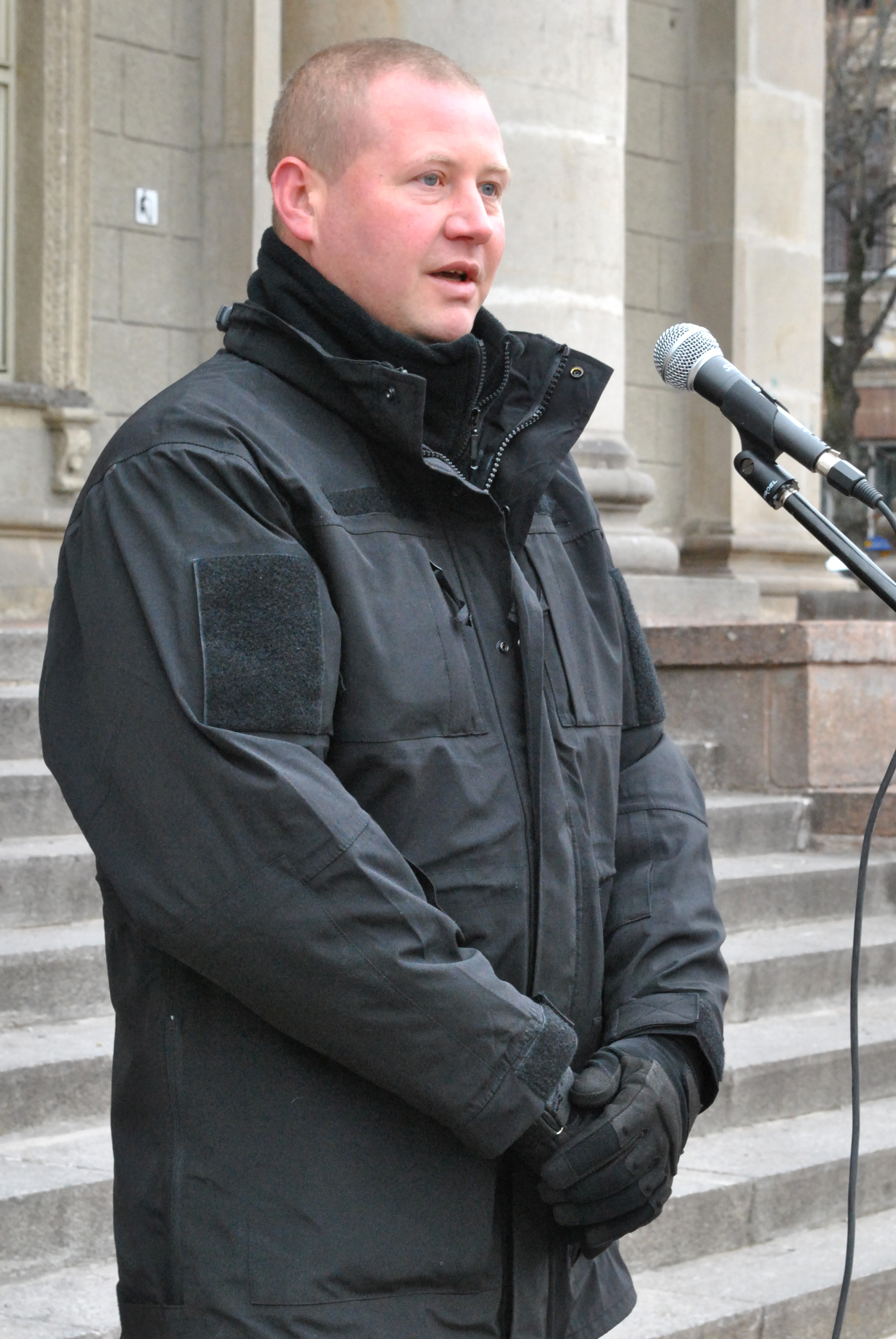
На мітингу в Тернополі до річниці побиття студентів
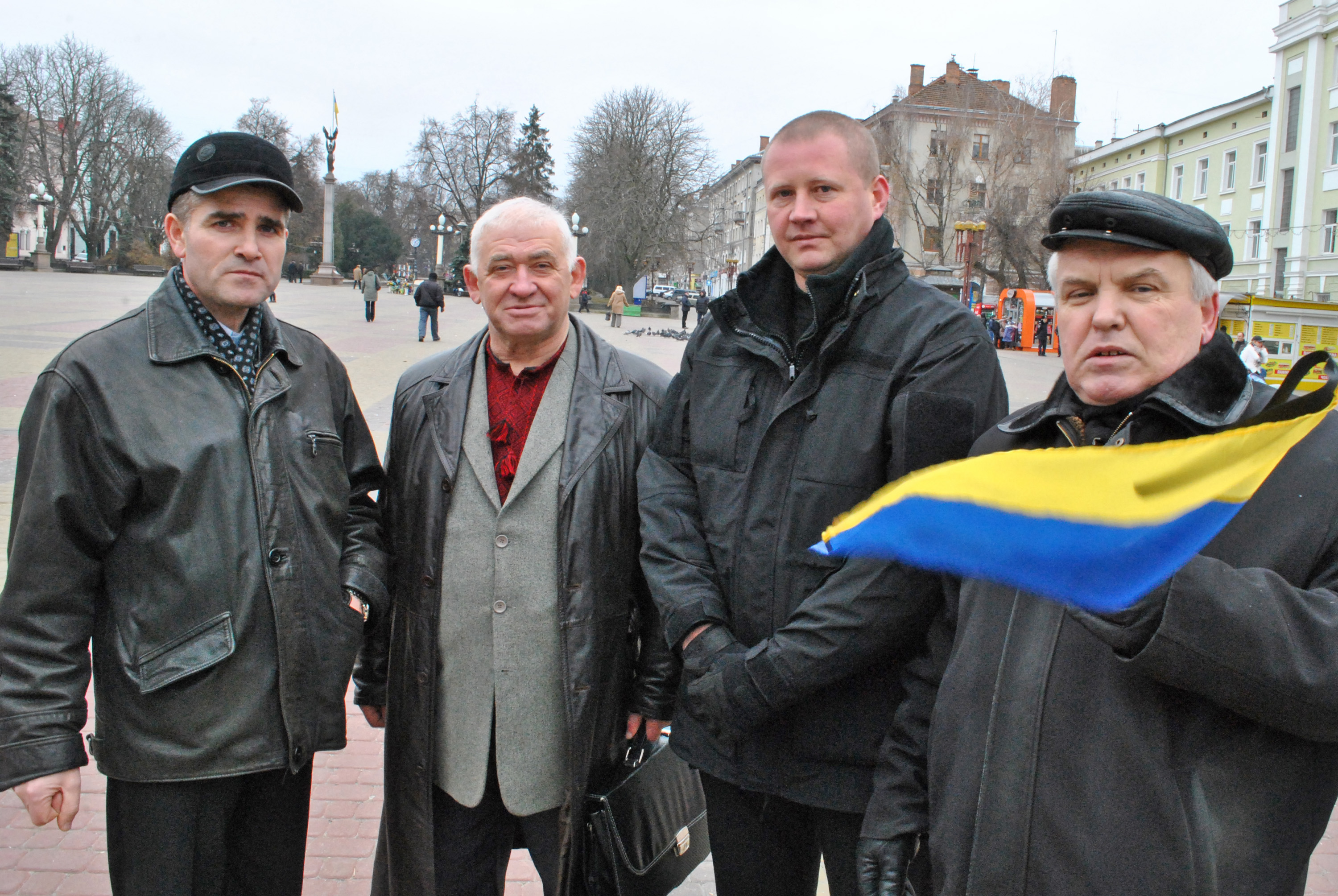
Володимир Соляр (третій зліва) із Володимиром Колінцем (другий зліва) — депутатом 1-го скликання